# Río Cáster
El río Cáster es un río del oeste de la península ibérica que discurre por la Región del Centro de Portugal. 

## Curso
El Cáster tiene sus nacimientos en la parroquia de Sanfins del término municipal de Santa Maria da Feira. Estos nacimientos son: Santo Aleixo, Vergado y Carvalhosa y tienen su origen en distintos puntos de la parroquia. La unión de estas tres fuentes es lo que forma el río Cáster, que desemboca en el estuario de la ría de Aveiro cerca del muelle de Puchadouro, en Ovar. La ría también recibe los caudales de los ríos Voga, Antuã y otros pequeños ríos, que en conjunto corresponden a un área de cuenca de cerca de 3600 km².
El río Cáster es un magnífico lugar para la observación de la naturaleza, especialmente en su desembocadura. No obstante, este río, así como sus afluentes y cuenca, vienen recibiendo efluentes industriales, concretamente en el municipio de Santa Maria da Feira y efluentes domésticos, sólidos y líquidos.
Asociados a este río, concretamente por la pesca y la agricultura, están los vecinos de la Ribeira de Ovar que dependían de su muelle desde mediados del siglo XVIII para el transporte de mercancías entre Aveiro, Oporto y otras tierras del interior.

## Puente de São Silvestre
El puente peatonal São Silvestre, inaugurado en 2016 sobre el río Cáster e instalado en el Parque da Senhora da Graça, en Ovar, tiene solo 38 milímetros de espesor y es un ejemplo de investigación realizada por la Universidad del Miño en colaboración con varias empresas en el sector.
Con 11 metros de largo, dos metros de ancho, tres toneladas y solo 38 milímetros de espesor, el puente es inmune a la corrosión y es el más delgado de hormigón autocompactante reforzado con fibras. Esta característica elimina las situaciones de vibración, mientras que las fibras y las propiedades de resistencia logradas en este hormigón evitan el uso de acero de refuerzo convencional, lo que permite reducir el espesor y el peso.